# Royal Newfoundland Regiment
Das Royal Newfoundland Regiment (R NFLD R) ist ein in St. John’s stationiertes Reserve-Infanterie-Regiment der Canadian Army. Es ist Teil der 37th Canadian Brigade Group der 5th Canadian Division.

## Geschichte
Einen Vorläufer des Regiments, das Royal Newfoundland Regiment of Foot, gab es bereits im Jahr 1795. 1812 spielte das Royal Newfoundland Regiment of Fencible Infantry eine wichtige Rolle im Britisch-Amerikanischen Krieg. Das im Ersten Weltkrieg in den Reihen der britischen Armee kämpfende Royal Newfoundland Regiment war als einzige Einheit aus Nordamerika bei der Schlacht um Gallipoli beteiligt. Es erlitt am ersten Tag der Schlacht an der Somme, dem 1. Juli 1916, fast 90 % Verluste und wurde damit fast ausgelöscht. Daran erinnert heute das Beaumont-Hamel Newfoundland Memorial. Nach dem Ende des Krieges wurde das Regiment 1919 aufgelöst.

Soldaten des Royal Newfoundland Regiments überqueren den Rhein nach Deutschland (1918)

1939 wurde das Regiment als Newfoundland Militia wieder aktiviert. Seit 1949 mit dem Anschluss Neufundlands an Kanada ist das Regiment Teil der Canadian Army.